# Пестра
Пестра (рум. Pestra) — село у повіті Олт в Румунії. Входить до складу комуни Деняса.
Село розташоване на відстані 129 км на захід від Бухареста, 36 км на південь від Слатіни, 61 км на схід від Крайови.

## Населення
За даними перепису населення 2002 року у селі проживали 612 осіб, усі — румуни. Усі жителі села рідною мовою назвали румунську.